# Tanya Moodie

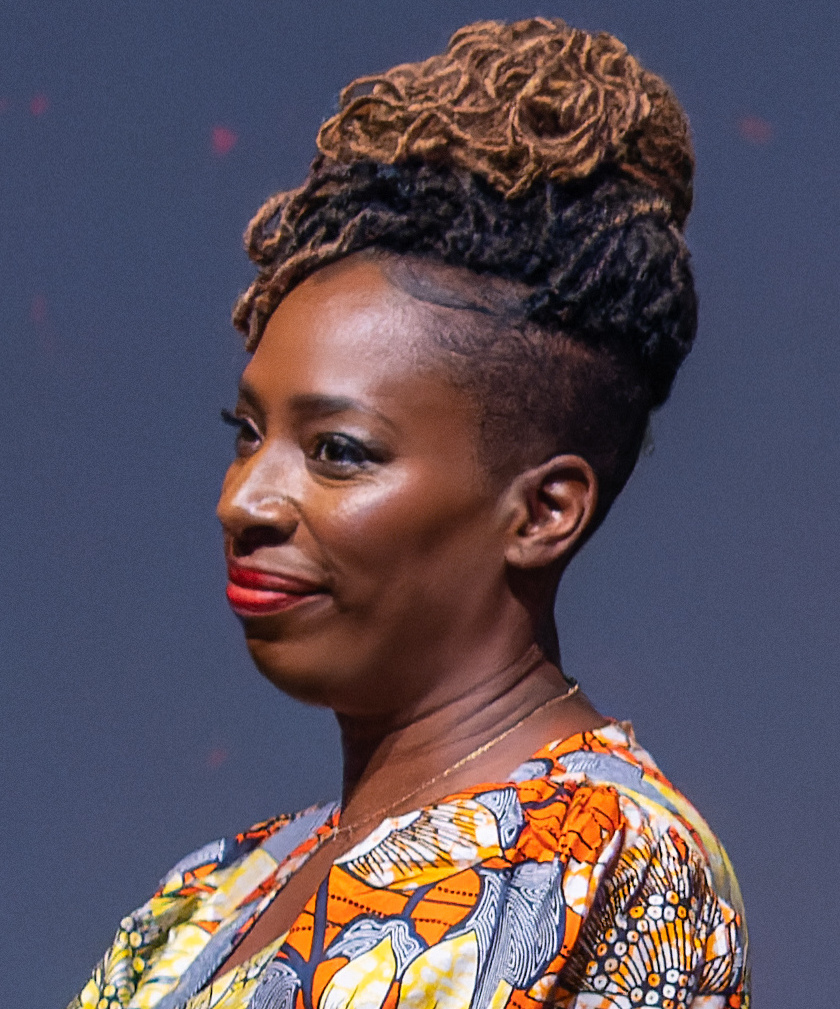
Tanya Moodie (2022)

Tanya Moodie (* 16. April 1972 in Ottawa, Ontario) ist eine kanadische Schauspielerin.

## Leben
Moodie wurde am 16. April 1972 in Ottawa als Tochter jamaikanischer Eltern geboren. Der Schauspieler Andrew Moodie (* 1967) ist ihr älterer Bruder. Zwischen ihrem sechsten und elften Lebensjahr lernte sie Französisch. Mit 17 Jahren zog sie nach England, um ab 1990 an der Royal Academy of Dramatic Art in London Schauspiel studieren. 1993 machte sie dort ihren Bachelor of Arts-Abschluss. Seit 1994 ist sie Buddhistin. Als sie Anfang 20 war, lernte sie Schwedisch. Von 2010 bis 2012 studierte sie Schauspiel und Coaching an der Central School of Speech and Drama und verließ die Universität mit dem Master of Arts.
Sie ist Mutter einer Tochter. Sie war mit einem Yogalehrer verheiratet.

## Karriere
Als Fernsehschauspielerin trat Moodie erstmals Mitte der 1990er Jahre in den Fernsehserien So Haunt Me und Neverwhere sowie im Fernsehfilm The Final Passage in Erscheinung. 2005 übernahm sie die Rolle der Velma im Fernsehfilm Die rote Verschwörung. Von 2010 bis 2017 war sie in unregelmäßigen Abständen in der Fernsehserie Sherlock in der Rolle der Ella zu sehen. Wiederkehrende Rolle spielte sie in den Fernsehserien  Dicte, Absentia, Enterprice, A Discovery of Witches, The Feed, The Mallorca Files, Motherland und Tin Star. 2019 spielte sie die Rolle der General Parnadee im Blockbuster Star Wars: Der Aufstieg Skywalkers. 2022 verkörperte sie die Rolle der Delia im Spielfilm Empire of Light. 2024 stellte sie in drei Episoden der Fernsehserie Der Herr der Ringe: Die Ringe der Macht die Hobbit-Anführerin Gundabale Earthauler dar und mimte die Rolle der Muriel im Spielfilm Joy.

## Filmografie (Auswahl)
- 1994: So Haunt Me (Fernsehserie, 4 Episoden)
- 1996: Neverwhere (Miniserie, 5 Episoden)
- 1996: The Final Passage (Fernsehfilm)
- 1998: A Respectable Trade (Miniserie, 2 Episoden)
- 1999: Boyz Unlimited (Fernsehserie, 2 Episoden)
- 1999: Maisie Raine (Fernsehserie, Episode 2x03)
- 1999: Dr Willoughby (Fernsehserie, 2 Episoden)
- 2000: The Bill (Fernsehserie, Episode 16x16)
- 2000: Always and Everyone (Fernsehserie, Episode 2x10)
- 2001: High Stakes (Fernsehserie, Episode 2x01)
- 2002: Die magische Münze (The Queen’s Nose, Fernsehserie, Episode 6x06)
- 2002: Holby City (Fernsehserie, Episode 4x18)
- 2003: In Deep (Fernsehserie, 2 Episoden)
- 2003: The Tulse Luper Suitcases, Part 1: The Moab Story
- 2003: Heißer Verdacht (Prime Suspect: The Last Witness, Miniserie, 2 Episoden)
- 2003: Absolute Power (Fernsehserie, Episode 1x02)
- 2003: Promoted to Glory (Fernsehfilm)
- 2004: Shane (Fernsehserie, Episode 1x04)
- 2004: The Tulse Luper Suitcases, Part 3: From Sark to the Finish
- 2005: Die rote Verschwörung (Archangel, Fernsehfilm)
- 2006: Rabbit Fever
- 2007: Sea of Souls (Fernsehserie, 2 Episoden)
- 2007: Richard ist mein Freund (Richard Is My Boyfriend, Fernsehfilm)
- 2007: Silent Witness (Fernsehserie, 2 Episoden)
- 2008: Casualty (Fernsehserie, Episode 23x14)
- 2008–2009: The Clinic (Fernsehserie, 16 Episoden)
- 2009: The Street (Fernsehserie, Episode 3x04)
- 2010: Holby City (Fernsehserie, Episode 13x03)
- 2010–2017: Sherlock (Fernsehserie, 4 Episoden)
- 2011: The Body Farm (Miniserie, Episode 1x02)
- 2012: Skins – Hautnah (Skins UK, Fernsehserie, Episode 6x09)
- 2012: Lewis – Der Oxford Krimi (Lewis, Fernsehserie, Episode 6x02)
- 2014: Common (Fernsehfilm)
- 2014: Mayday (Kurzfilm)
- 2014: Dicte (Fernsehserie, 8 Episoden)
- 2015: Legacy
- 2016: Royal Shakespeare Company: Hamlet
- 2017: Andromache
- 2017–2020: Absentia (Fernsehserie, 6 Episoden)
- 2018: Enterprice (Fernsehserie, 4 Episoden)
- 2018: Care (Fernsehfilm)
- 2018–2022: A Discovery of Witches (Fernsehserie, 13 Episoden)
- 2019: Clink (Fernsehserie, Episode 1x02)
- 2019: The Feed (Fernsehserie, 7 Episoden)
- 2019: The Mallorca Files (Fernsehserie, 2 Episoden)
- 2019: Comedy Blaps (Fernsehserie, Episode 9x01)
- 2019: Star Wars: Der Aufstieg Skywalkers (Star Wars: The Rise of Skywalker)
- 2019–2022: Motherland (Fernsehserie, 13 Episoden)
- 2020: Tin Star (Fernsehserie, 6 Episoden)
- 2021: This Time with Alan Partridge (Fernsehserie, Episode 2x04)
- 2022: Ten Percent (Fernsehserie, Episode 1x04)
- 2022: The Pentaverate (Miniserie, Episode 1x04)
- 2022: Trouble in Mind
- 2022: The Man Who Fell to Earth (Fernsehserie, 8 Episoden)
- 2022: Perfect (Fernsehserie, Episode 1x10)
- 2022: Empire of Light
- 2023: Ghosts (Fernsehserie, 1 Episode)
- 2023: Rain Dogs (Fernsehserie, 2 Episoden)
- 2023: The Change (Fernsehserie, 5 Episoden)
- seit 2023: Silo (Fernsehserie)
- 2024: Der Herr der Ringe: Die Ringe der Macht (The Lord of the Rings: The Rings of Power, Fernsehserie, 3 Episoden)
- 2024: Joy

## Synchronisationen (Auswahl)
- 2014: Playhouse Presents (Fernsehserie, Episode 3x04)
- 2017: Need for Speed Payback (Computerspiel)
- 2019: Forest 404 (Podcastserie)
- 2019: Doctor Who: Ravenous (Fernsehserie, Episode 3x03)
- 2020: Thunderbirds Are Go (Zeichentrickserie, Episode 3x24)
- 2020: The War Master (Podcastserie, Episode 5x03)
- 2024: Dune: Prophecy (Fernsehserie, 3 Episoden)